# How Lone Wolf Died
How Lone Wolf Died è un cortometraggio muto del 1914 diretto da Marshall Farnum.

## Produzione
Il film fu prodotto dalla Selig Polyscope Company.

## Distribuzione
Distribuito dalla General Film Company, il film - un cortometraggio in una bobina - uscì nelle sale cinematografiche statunitensi il 16 giugno 1914.